# Mary FitzClarence
Mary FitzClarence (Teddington, 19 dicembre 1798 – 13 luglio 1864) è stata una scrittrice inglese.

## Biografia
Mary nacque a Bushy House come il quarto figlio e la seconda figlia dell'allora principe Guglielmo, duca di Clarence, e della sua amante, l'attrice Dorothea Jordan.

## Matrimonio
Nel 1820, la sorella più giovane Elizabeth è stata corteggiata da Charles Richard Fox, il maggiore, ma illegittimo, figlio di Henry Vassall-Fox, III barone Holland. I suoi genitori non acconsentirono alla relazione, ma quattro anni dopo approvarono alla sua relazione con Mary.
La coppia si sposò il 19 giugno 1824 a Londra. La coppia si stabilì a Little Holland House dal 1827. Nel settembre 1829 si recarono in Canada, quando Charles riprese il servizio militare attivo.
Mary ricevette dal padre la seconda parte dell'Anthony Roll, che era stato in possesso della famiglia reale dal regno di Enrico VIII, anche se probabilmente non era interessata alla storia della Royal Navy. Nel 1830 suo padre successe al fratello Giorgio IV.

## Morte
Guglielmo IV morì nel 1837 e sua cugina, la principessa Alessandrina Vittoria, salì al trono. Nello stesso anno, Lady Mary ha pubblicato un romanzo gotico intitolato An Account of an Expedition to the Interior of New Holland, esempio più rappresentativo della rappresentazione della Nuova Olanda come un luogo misterioso e irreale. Nel gennaio 1857 Sir Frederic Madden, custode dei manoscritti presso il British Museum, venne a sapere che Lady Mary voleva vendere l'Anthony Roll, al fine di raccogliere fondi per la costruzione di una chiesa o "qualcosa del genere".
Per gran parte della sua vita, Lady Mary lavorò come governante al castello di Windsor. Morì senza figli il 13 luglio 1864. È sepolta con il marito al Kensal Green Cemetery.

## Ascendenza
|                                                                              |                 |                                                                    | Genitori                                            |  |  | Nonni |  |  | Bisnonni                      |  |  | Trisnonni                                                         |  |
|                                                                              |                 |                                                                    |                                                     |  |  |       |  |  | Federico, principe del Galles |  |  | Giorgio II, re di Gran Bretagna e Irlanda ed elettore di Hannover |  |
|                                                                              |                 |                                                                    |                                                     |  |  |       |  |  | Federico, principe del Galles |  |  | Giorgio II, re di Gran Bretagna e Irlanda ed elettore di Hannover |  |
|                                                                              |                 | Carolina di Brandeburgo-Ansbach                                    |                                                     |  |  |       |  |  | Federico, principe del Galles |  |  |                                                                   |  |
| Giorgio III, re del Regno Unito di Gran Bretagna e Irlanda e re di Hannover  |                 |                                                                    |                                                     |  |  |       |  |  | Federico, principe del Galles |  |  |                                                                   |  |
|                                                                              |                 | Augusta di Sassonia-Gotha-Altenburg                                | Federico II, duca di Sassonia-Gotha-Altenburg       |  |  |       |  |  |                               |  |  |                                                                   |  |
|                                                                              |                 | Augusta di Sassonia-Gotha-Altenburg                                | Federico II, duca di Sassonia-Gotha-Altenburg       |  |  |       |  |  |                               |  |  |                                                                   |  |
|                                                                              |                 | Augusta di Sassonia-Gotha-Altenburg                                | Maddalena Augusta di Anhalt-Zerbst                  |  |  |       |  |  |                               |  |  |                                                                   |  |
| Guglielmo IV, re del Regno Unito di Gran Bretagna e Irlanda e re di Hannover |                 | Augusta di Sassonia-Gotha-Altenburg                                |                                                     |  |  |       |  |  |                               |  |  |                                                                   |  |
|                                                                              |                 | Carlo Ludovico Federico di Meclemburgo-Strelitz, principe di Mirow | Adolfo Federico II, duca di Meclemburgo-Strelitz    |  |  |       |  |  |                               |  |  |                                                                   |  |
|                                                                              |                 | Carlo Ludovico Federico di Meclemburgo-Strelitz, principe di Mirow | Adolfo Federico II, duca di Meclemburgo-Strelitz    |  |  |       |  |  |                               |  |  |                                                                   |  |
|                                                                              |                 | Carlo Ludovico Federico di Meclemburgo-Strelitz, principe di Mirow | Cristiana Emilia di Schwarzburg-Sondershausen       |  |  |       |  |  |                               |  |  |                                                                   |  |
| Carlotta di Meclemburgo-Strelitz                                             |                 | Carlo Ludovico Federico di Meclemburgo-Strelitz, principe di Mirow |                                                     |  |  |       |  |  |                               |  |  |                                                                   |  |
|                                                                              |                 | Elisabetta Albertina di Sassonia-Hildburghausen                    | Ernesto Federico I, duca di Sassonia-Hildburghausen |  |  |       |  |  |                               |  |  |                                                                   |  |
|                                                                              |                 | Elisabetta Albertina di Sassonia-Hildburghausen                    | Ernesto Federico I, duca di Sassonia-Hildburghausen |  |  |       |  |  |                               |  |  |                                                                   |  |
|                                                                              |                 | Elisabetta Albertina di Sassonia-Hildburghausen                    | Sofia Albertina di Erbach-Erbach                    |  |  |       |  |  |                               |  |  |                                                                   |  |
| lady Mary FitzClarence                                                       |                 | Elisabetta Albertina di Sassonia-Hildburghausen                    |                                                     |  |  |       |  |  |                               |  |  |                                                                   |  |
|                                                                              | Nathaniel Bland | rev. James Bland                                                   |                                                     |  |  |       |  |  |                               |  |  |                                                                   |  |
|                                                                              | Nathaniel Bland | rev. James Bland                                                   |                                                     |  |  |       |  |  |                               |  |  |                                                                   |  |
|                                                                              | Nathaniel Bland | Lucy Brewster                                                      |                                                     |  |  |       |  |  |                               |  |  |                                                                   |  |
| Francis Bland                                                                | Nathaniel Bland |                                                                    |                                                     |  |  |       |  |  |                               |  |  |                                                                   |  |
|                                                                              |                 | Lucy Heaton                                                        | Francis Heaton                                      |  |  |       |  |  |                               |  |  |                                                                   |  |
|                                                                              |                 | Lucy Heaton                                                        | Francis Heaton                                      |  |  |       |  |  |                               |  |  |                                                                   |  |
|                                                                              |                 | Lucy Heaton                                                        | Elizabeth Curtis                                    |  |  |       |  |  |                               |  |  |                                                                   |  |
| Dorothea Jordan                                                              |                 | Lucy Heaton                                                        |                                                     |  |  |       |  |  |                               |  |  |                                                                   |  |
|                                                                              |                 | …                                                                  | …                                                   |  |  |       |  |  |                               |  |  |                                                                   |  |
|                                                                              |                 | …                                                                  | …                                                   |  |  |       |  |  |                               |  |  |                                                                   |  |
|                                                                              |                 | …                                                                  | …                                                   |  |  |       |  |  |                               |  |  |                                                                   |  |
| Grace Phillips                                                               |                 | …                                                                  |                                                     |  |  |       |  |  |                               |  |  |                                                                   |  |
|                                                                              |                 | …                                                                  | …                                                   |  |  |       |  |  |                               |  |  |                                                                   |  |
|                                                                              |                 | …                                                                  | …                                                   |  |  |       |  |  |                               |  |  |                                                                   |  |
|                                                                              |                 | …                                                                  | …                                                   |  |  |       |  |  |                               |  |  |                                                                   |  |
|                                                                              |                 | …                                                                  |                                                     |  |  |       |  |  |                               |  |  |                                                                   |  |